# 마키우치 게이타
마키우치 게이타(일본어: 牧内 慶太, 1990년 7월 4일 ~ )는 일본의 전 축구 선수이다.

## 구단 경력
과거 블라우블리츠 아키타, SC 사가미하라에서 활동하였다.